# Grzegorz Bil
Grzegorz Bil (ur. 10 marca 1884, zm. 13 lutego 1955) – polski rolnik i polityk, poseł na Sejm PRL I kadencji.

## Życiorys
Syn Franciszka. Z zawodu rolnik. Przed wybuchem II wojny światowej organizował strajk chłopski w powiecie radomskim. Wstąpił do Stronnictwa Ludowego, a następnie do Zjednoczonego Stronnictwa Ludowego. Pełnił mandat radnego powiatowej rady narodowej w Radomiu. W 1952 uzyskał mandat posła na Sejm PRL I kadencji w okręgu Radom. Zmarł w trakcie kadencji.
Otrzymał Srebrny (1952) i Brązowy (1952) Krzyż Zasługi i Medal 10-lecia Polski Ludowej (1955).